# Lumbee
Els lumbee són un grup d'amerindis nord-americans que resideixen principalment als comtats de Robeson, Hoke i Scotland (Carolina del Nord), format per restes d'altres tribus extintes a la zona. Segons el cens dels EUA del 2000, hi ha 57.868 individus.
La tribu lumbee és la tribu més gran de Carolina del Nord, la tribu més gran a l'est del riu Mississipi i la novena tribu organitzada més gran dels Estats Units que no té reconeixement federal. Segons el cens dels Estats Units del 2000 la població de la vila de Pembroke (Carolina del Nord) és un 89% lumbee i el 40% de la població del comtat és lumbee.
Els lumbee són una de les vuit tribus reconegudes estatalment de Carolina del Nord; tenen el reconeixement estatal des del 1885. Participen en l'àmbit estatal de moltes maneres, incloent en la Comissió d'Afers Indis de Carolina del Nord. També participen en organismes nacionals com el National Congress of American Indians i el National Indian Education Association. No gaudeixen de reconeixement federal.

## Història
Segons les primeres hipòtesis, desenvolupades el 1885 per Hamilton McMillan i per l'historiador lumbee Lew Barton, són descendents del mestissatge dels supervivents de la "Colònia perduda" de Raleigh amb indis saraw, basant-se en el fet que alguns exploradors anglesos van trobar-hi indis amb els ulls blaus, però no n'hi ha cap prova. Altres afirmen que són descendents dels tuscarores o cheraw barrejats amb les restes de tribus de llengua siouan que vivien a la zona des del 1703, però tampoc hi ha prou documentació. Abans de la Guerra civil americana s'identificaven com a blancs, mestissos, mulatos o negres, però no pas com a indis.
El document més antics que parla d'indis a l'àrea de Drowning Creek és un mapa de John Herbert, el comissionat de Comerç amb Indis per a la Factoria Wineau al riu Black (1725). Herbert identificà les quatre comunitats de parla siouan com a saraws, pee dee, scavanos, wacomas. (Nota: Drowning Creek també és conegut com a riu Lumber, que rega el comtat de Robeson. Molts lumbee pensen que el seu nom prové d'ací.)
El 1754 s'informa d'un assentament de 50 famílies a Drowning Creek, tot i que no es parla de la seva raça. De fet, les autoritats consideraven que no hi havia indis a la zona. Alguns lumbee, com John Brooks, serviren a la Revolució Americana, i altres, com Thomas "Big Tom" Locklear i Silas Strickland, serviren a la Guerra de 1812. D'altres lluitaren amb els confederats durant la Guerra Civil dels Estats Units.
El 1885 foren reconeguts com a croatan per l'Assemblea de Carolina del Nord i se'ls aplicà la segregació escolar, però el 1911 els consideraren "indis del comtat de Robeson". El 1914 l'agent O. M. McPherson els considerà descendents dels cheraw i el 1933 el Smithsonian estudià els seus costums. El 1934 s'uniren al National Congress of American Indians.
El 1952 decidiren adoptar el nom lumbee, cosa que fou reconeguda pel govern federal el 1956. El 1958 provocaren un enfrontament amb membres del Ku Klux Klan a Maxton. El 1973 el lumbee Henry Ward Oxendine fou escollit membre de l'Assemblea de Carolina del Nord, i el 1994 Glen Maynor fou escollit sheriff del comtat de Robeson, i Joanne Locklear en fou escollida fiscal. Malgrat les seves demandes, no foren reconeguts oficialment com a tribu fins al 2003, tot i que tenen un consell tribal electe des del 2001. Jimmy Goins n'és el cap.